# Arnamagnæanske Samling

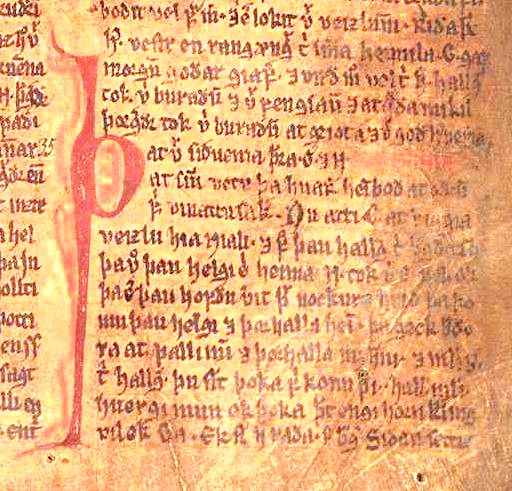
Détail du manuscrit Möðruvallabók.

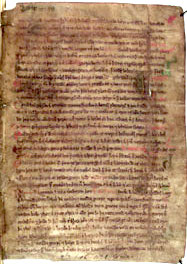
Le Landnámabók.

La Arnamagnæanske Samling (en français : collection Arnamagnæanske) est un ensemble de manuscrits anciens de l'époque médiévale d'origine islandaise et norvégienne.
Cette collection privée appartenait au savant Árni Magnússon qui légua environ 1 800 manuscrits à l'université de Copenhague peu avant sa mort en 1730.
La collection Arnamagnæanske se compose d'environ 3 000 documents dont environ 1 400 sont archivés à Copenhague et le reste furent restitués à l'Islande après plusieurs dizaines d'années de demandes de restitution de manuscrits islandais.
Les manuscrits les plus anciens sont des parchemins datant du XIIe siècle.
L'un des directeurs de la collection était de 1927 à 1971, l'écrivain et critique littéraire Jón Helgason.
L'ensemble de la collection Arnamagnæanske a été classé au patrimoine mondial de l'UNESCO en 2009.

## Documents célèbres
- L'Edda de Snorri composé des deux sagas suivantes :
  - Codex Regius
  - Gylfaginning
- Les Sagas des Islandais dont
  - la Saga de Njáll le Brûlé
  - Möðruvallabók
- Les sagas royales
  - Flateyjarbók
  - Landnámabók
- Les manuscrits juridiques
  - Grágás